# Hermann Weidhaas
Hermann Weidhaas (* 1. September 1903 in Zeulenroda; † 3. Juli 1978 in Weimar) war ein deutscher Kunsthistoriker und Hochschullehrer.

## Leben und Wirken
Als Pfarrersohn besuchte er das Gymnasium in Plauen. Nach einer Maurerlehre studierte er und promovierte 1935 an der Technischen Hochschule Dresden. Danach war er u. a. als Professor an der Hochschule für Architektur in Weimar tätig.

## Schriften (Auswahl)
- Formenwandlungen in der russischen Baukunst. Dresden 1935.
- Einiges Grundsätzliche zur Formenwandlung in der russischen Baukunst. Halle 1935.
- Verdrängung des Deutschtums aus dem Korridorgebie. Berlin-Dahlem 1939.
- (Mitautor): Krakau, Hauptstadt des deutschen Generalgouvernements Polen. Leipzig 1940.
- Die morgenländisch-katholische Kirche Osteuropas, besonders Weißrutheniens. Bautzen 1944.